# Tigalda
Tigalda (en aleuta Qigalĝan) és una petita illa deshabitada de les illes Krenitzin, un subgrup de les illes Fox de les illes Aleutianes orientals, a l'estat d'Alaska. Es troba uns 30 km a l'est de l'illa Akutan. Fa uns 19 km de llargada i té una superfície de 91 km².
Va ser esmentada per primera vegada amb el nom de "Kagalga" l'any 1768 pels navegants Piotr Krenitsin i Mikhaïl Levaixov. El seu nom aleuta va ser publicat per primera vegada per Fiódor Litke el 1836. El 1840 el missioner i sacerdot rus Innocenci Veniamínov va informar de l'existència d'un assentament anomenat "Tigaldinskoe" i format per 91 persones el 1833.